# Parafia św. Bernarda w Upper Mt Gravatt
Parafia św. Bernarda w Upper Mt Gravatt – parafia rzymskokatolicka, należąca do archidiecezji Brisbane.
Na terenie parafii oprócz kościoła parafialnego, znajdują się jeszcze dwa kościoły filialne: kościół św. Marcina w Eight Mile Plains i kościół św. Katarzyny w Wishart.
Na terytorium parafii działa Centrum Najświętszego Serca Jezusowego w Runcorn, w którym także odprawiane są msze św.